# بژوزا ستادنگتسکا
بژوزا ستادنگتسکا (به لهستانی:  Brzóza Stadnicka) یک روستا در لهستان است که در گمینا ژوونگا واقع شده‌است. بژوزا ستادنگتسکا ۱٬۲۰۰ نفر جمعیت دارد.